# Wallsee-Sindelburg
Wallsee-Sindelburg  är en kommun  i Österrike. Den ligger i distriktet Amstetten i förbundslandet Niederösterreich, 120 km väster om huvudstaden Wien. Kommunens huvudort är Wallsee. Sindelburg är en ortsdel strax söder om Wallsee.
Kommunen består av fyra orter (Ortschaften) (inom parentes invånarantal 1 januari 2024):

- Igelschwang (70)
- Ried (46)
- Schweinberg (39)
- Wallsee (2 058)